# Ukraińskie ustawy dekomunizacyjne
Ukraińskie ustawy dekomunizacyjne – cztery ustawy przyjęte w 2015 roku na Ukrainie odnoszące się do dekomunizacji oraz państwowej polityki pamięci.
W wyniku uchwalenia ustawy nakazującej usuwanie pomników z okresu komunistycznego i zmianę związanych z komunizmem nazw obiektów radykalnie zmieniła się toponimia Ukrainy i oblicze całych miast. Zmieniono nazwy ponad 50 tys. ulic, placów i innych obiektów. Zmieniono także nazwy niektórych dużych miast i wielu wsi.
Uchwalone przepisy wzbudziły kontrowersje w odniesieniu do wolności słowa, a także obawy z zagranicy, że honorują one niektóre organizacje oraz osoby, które uczestniczyły w masowych mordach na Żydach, Polakach i komunistach w okresie II wojny światowej.

## Uchwalenie
W opracowywaniu przepisów kluczową rolę odgrywał ukraiński historyk Wołodymyr Wjatrowycz i polityk Jurij Szuchewycz. 9 kwietnia 2015 roku pakiet ustaw uchwalono z poparciem 271 deputowanych przy wymaganej większości 226 głosów w Radzie Najwyższej, a 15 maja zostały one podpisane przez prezydenta Petra Poroszenkę. Ustawy zostały opublikowane 21 maja i weszły w życie następnego dnia. Rozpoczął się sześciomiesięczny okres na usunięcie komunistycznych pomników i zmianę nazwy miejsc publicznych związanych z komunizmem.
W maju 2017 roku 46 ukraińskich deputowanych, głównie z frakcji Bloku Opozycyjnego, zwróciło się do Sądu Konstytucyjnego Ukrainy z wnioskiem o uznanie ustaw za niekonstytucyjne. W dniu 16 lipca 2019 roku sąd ten utrzymał ustawy w mocy.

## Zakres regulacji
Na ustawy dekomunizacyjne składają się:
- Ustawa nr 2558 „O potępieniu totalitarnych reżimów komunistycznych i narodowo-socjalistycznych (nazistowskich) i zakazie propagowania ich symboliki” – zakaz symboli nazistowskich i komunistycznych oraz publicznego zaprzeczania ich zbrodniom. W następstwie wiązało się to m.in. z usuwaniem pomników komunistycznych i zmianą nazwy miejsc publicznych i obiektów związanych z komunizmem[10]
- Ustawa nr 2538-1 „Ustawa o statusie prawnym i uczczeniu pamięci uczestników walk o niepodległość Ukrainy w XX wieku” – nadanie oficjalnego statusu kilku organizacjom historycznym, w tym Ukraińskiej Powstańczej Armii i Organizacji Ukraińskich Nacjonalistów, oraz zapewnienie świadczeń socjalnych dla ich żyjących członków[1][4][5][10].
- Ustawa nr 2539 „O upamiętnieniu zwycięstwa nad nazizmem w II wojnie światowej 1939-1945”[10]
- Ustawa nr 2540 „O dostępie do archiwów organów represji totalitarnego reżimu komunistycznego lat 1917–1991” – przekazanie archiwów państwowych dotyczących represji w okresie radzieckim pod jurysdykcję Ukraińskiego Instytutu Pamięci Narodowej[10]

## Kontrowersje
Grupa naukowców z uczelni amerykańskich, europejskich i ukraińskich wystosowała list otwarty do prezydenta, wyrażając obawy o wolność słowa i badań w związku z uchwalanymi przepisami i apelując o niepodpisywanie ustawy. W opinii krytyków, szczególnie problematyczny jest art. 6 ustawy 2538-1 o „odpowiedzialności za naruszenie prawa o statusie bojowników o niepodległość Ukrainy w XX wieku”, który stanowi, że: „obywatele Ukrainy, cudzoziemcy, a także bezpaństwowcy, którzy publicznie okazują lekceważący stosunek do osób wymienionych w artykule 1 tej ustawy, szkodzą realizacji praw bojowników o niepodległość Ukrainy w XX wieku ponoszą odpowiedzialność zgodnie z obowiązującym prawem Ukrainy”, i że: „publiczne zaprzeczenie faktu zasadności walki o niepodległość Ukrainy w XX wieku uznaje się za znieważenie pamięci bojowników o niepodległość Ukrainy w XX wieku, poniżenie godności narodu ukraińskiego i jest niezgodne z prawem”. Krytycy argumentowali, że ustawa ta próbuje „stanąć na straży historii” i ogranicza wolność słowa.
Ustawa 2538-1 wzbudziła także kontrowersje za granicą, ponieważ niektóre organizacje i osoby, które miała ona honorować, są uznawane za uczestniczące w masowych mordach na Żydach, Polakach i komunistach, m.in. podczas holokaustu na Ukrainie i masakr na Wołyniu. Ustawa została również uchwalona w dniu wizyty polskiego prezydenta na Ukrainie i została określona przez polskiego polityka Tomasza Kalitę jako „policzek” dla jego kraju. Były premier Polski Leszek Miller oświadczył w telewizyjnym wywiadzie, że OUN jest odpowiedzialna za masowe mordy na Polakach i publicznie wezwał ukraińskie organy do ścigania go za te słowa. Ukraiński polityk i przewodniczący ukraińskiego parlamentu Wołodymyr Hrojsman, który wkrótce potem odwiedził Polskę, stwierdził, że ustawy w zamyśle nie miały być antypolskie, lecz antysowieckie i antynazistowskie.

## Skutki

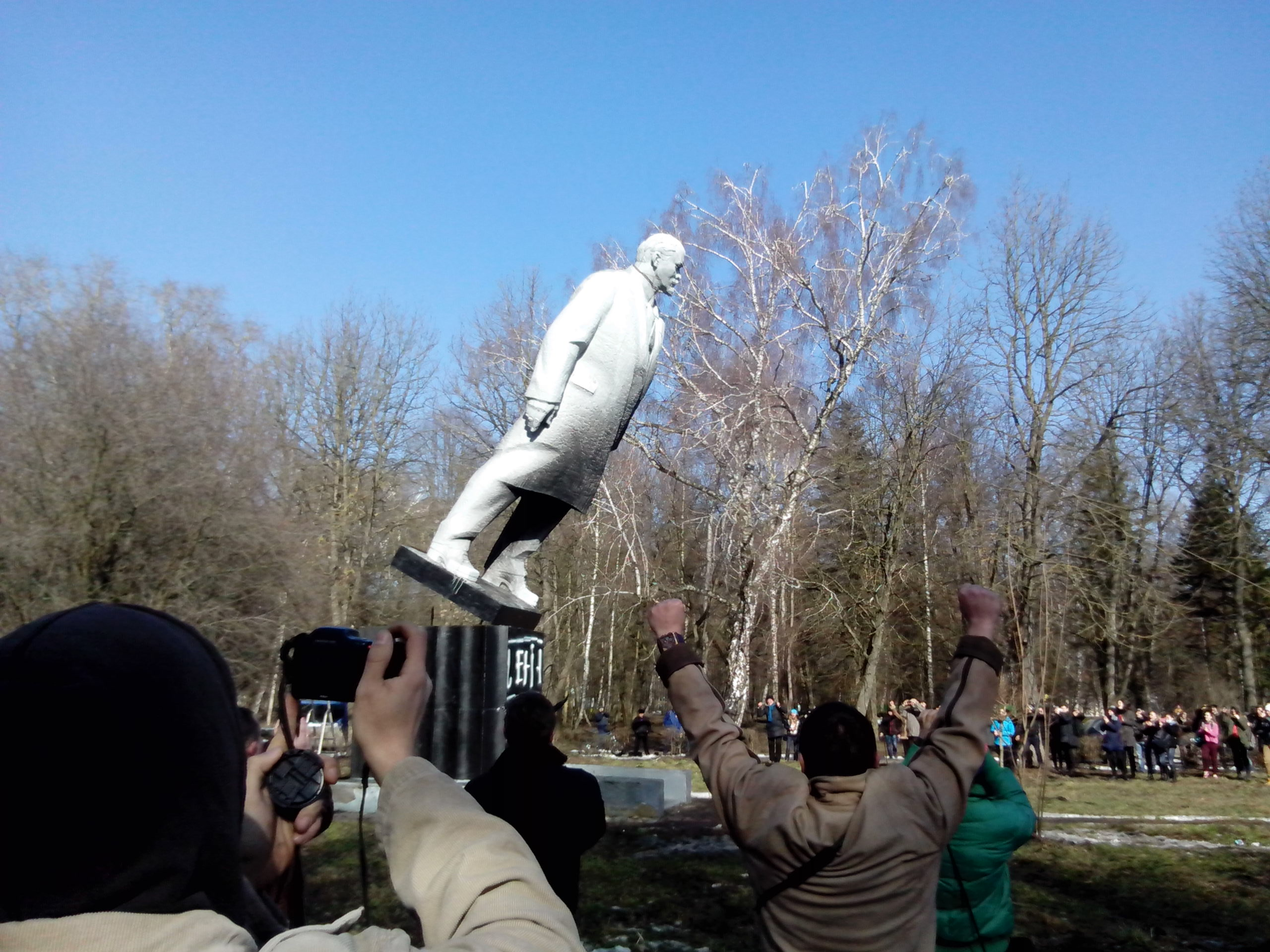
Upadek pomnika Lenina w Chmielnickim 21 lutego 2014 roku podczas protestów Euromajdanu

Skutkiem przyjęcia ustawy nakazującej usuwanie pomników i zmianę związanych z komunizmem nazw miejsc radykalnie zmieniła się toponimia Ukrainy. W sumie zmieniono nazwy ponad 51.493 ulic, placów i innych obiektów. Czwarte pod względem wielkości miasto zostało przemianowane z Dniepropetrowska na Dniepr. W niektórych wsiach pomniki Lenina zostały przerobione na „niekomunistyczne postacie historyczne”, aby zaoszczędzić pieniądze. Dwa pomniki Lenina w Czarnobylskiej Strefie Wykluczenia to jedyne pozostałe pomniki Lenina na Ukrainie.
24 lipca 2015 roku Ministerstwo Spraw Wewnętrznych Ukrainy wykorzystało prawo do pozbawienia prawa do udziału w wyborach Komunistycznej Partii Ukrainy, Komunistycznej Partii Ukrainy (odnowionej) oraz Komunistycznej Partii Robotników i Chłopów i oświadczyło, że kontynuuje rozpoczęte w lipcu 2014 roku działania prawne w celu odebrania partiom komunistycznym statusu zarejestrowanych. Do 16 grudnia 2015 roku te trzy partie zostały zakazane na Ukrainie, jednak Komunistyczna Partia Ukrainy odwołała się od tego zakazu, co spowodowało, że decyzja sądu o zakazie działalności Komunistycznej Partii Ukrainy nie weszła w życie. Tym niemniej, ustawa o dekomunizacji nr 2558 z kwietnia 2015 roku zezwala Ministerstwu Sprawiedliwości na zakazanie Partii Komunistycznej udziału w wyborach. W 2019 roku Centralna Komisja Wyborcza zakazała kandydowania Petra Symonenki w wyborach prezydenckich, ponieważ statut, nazwa i symbolika jego partii, nie były zgodne z ustawami dekomunizacyjnymi z 2015 roku.
Pod koniec marca 2019 roku byli członkowie oddziałów zbrojnych Organizacji Ukraińskich Nacjonalistów, byli członkowie Ukraińskiej Powstańczej Armii Krajowej oraz byli członkowie Ukraińskiej Armii Ludowo-Rewolucyjnej (a także członkowie Ukraińskiej Organizacji Wojskowej oraz partyzanci Siczy Karpackiej) otrzymali oficjalnie status weteranów. Oznaczało to, że po raz pierwszy mogli oni otrzymywać świadczenia kombatanckie, w tym bezpłatny transport publiczny, dotowane usługi medyczne, roczną pomoc pieniężną oraz zniżki na usługi komunalne (i będą korzystać z takich samych świadczeń socjalnych jak byli żołnierze Armii Czerwonej Związku Radzieckiego). (Kilka wcześniejszych prób nadania statusu kombatanta byłym nacjonalistycznym formacjom, zwłaszcza podczas kadencji prezydenta Wiktora Juszczenki w latach 2005–2009, zakończyło się niepowodzeniem).
W 2019 roku na Ukrainie zakazano gry wideo Mortal Kombat 11, ponieważ jedna z postaci, w ramach bonusu dla wschodnich graczy, posiada możliwość nałożenia kostiumu inspirowanego radzieckim mundurem wojskowym, posiadającym na sobie czerwone gwiazdy.